# Richard Shindell
Richard Shindell (Lakehurst, 3 augustus 1960) is een Amerikaanse folkgitarist en singer-songwriter.

## Biografie
Na zijn eerste drie soloalbums kreeg de carrière van Richard Shindell een duw, nadat Joan Baez direct drie songs van hem opnam (Fishing, Reunion Hill en Money for Floods) voor haar album Gone from Danger. Ze nodigde de ambitieuze Shindell uit om haar tijdens haar tournee in 1997 en 1998 te begeleiden. 
In 1998 formeerde Shindell samen met Dar Williams en Lucy Kaplansky de band Cry Cry Cry. Op het gelijknamige album Cry Cry Cry bevond zich een veelzijdige mengeling van coverversies, van R.E.M. tot de niet zo bekende folkzanger James Keelaghan. Het trio ging met het album op tournee en vervolgde daarna weer de afzonderlijke solocarrières. Tot dan toe werden geen plannen bekendgemaakt voor toekomstige opnamen in deze bezetting, waarbij Shindell en Kaplansky vaak samen op het podium stonden. In 2007 verscheen met South of Delia een cd, die uitsluitend coversongs bevat, waaronder een uitzonderlijke folkversie van de Bruce Springsteen-klassieker Born in the USA. 
Op de vroege albums is de muzikale vormgeving nog duidelijk folkachtig, later distantieert Shindell zich iets van deze wortels en gebruikt hij vaak alleen de gitaar en zijn stem. Weliswaar kwamen tijdens de 15 jaren van zijn muzikale scheppen al talrijke instrumenten tot inzet. 
Vaak gebruikt Shindell tijdens het schrijven van zijn songs de perspectieven van een bepaald persoon: van een inspecteur van het gezag voor illegale  immigranten in Fishing, over een soldaat tijdens de Tweede Wereldoorlog in Sparrow's Point, een trommeljongen in de Confederate States Army in Arrowhead, ook een Spaanse grootmoeder in Abuelita tot een beursmakelaar in Confession worden verhalen in de ik-vorm verteld.
De eigenschap bij zijn manier om songs te componeren bestaat bovendien daarin, dat hij een groot talent daarvoor heeft om complete verhalen met complexe karakters en handelingen in weinig woorden en regels te vangen, vergelijkbaar met verhalenvertellers uit de vroege jaren 1900. Hij gebruikt daarbij graag treurige thema's. Zonder twijfel komt in sommige songs ook zijn sarcastische humor naar voren, die men ook vooral bij live-optredens beleeft, waarbij hij tussen de afzonderlijke stukken graag meerdere minuten verhalen vertelt over het ontstaan van de songs, die het publiek opfleuren.
Gezien het op de voorgrond staande gitaarspel, zoals het timbre tussen bariton en bas, bevat zijn muziek toevallige overeenkomsten met die van Mark Knopfler van Dire Straits en Johnny Cash.

## Privéleven
Momenteel woont Shindell met zijn echtgenote en de gezamenlijke kinderen in Buenos Aires.

## Discografie
- 1992: Sparrows Point (Shanachie Records)
- 1994: Blue Divide (Shanachie)
- 1997: Reunion Hill (Shanachie)
- 1998: Cry Cry Cry (Razor & Tie), met Dar Williams en Lucy Kaplansky
- 2000: Somewhere Near Paterson (Signature Sounds)
- 2002: Courier (Signature Sounds)
- 2005: Vuelta (Koch Records)
- 2007: South of Delia (Richard Shindell Recordings)
- 2009: Not Far Now

- Gemeinsame Normdatei: 138216754
- International Standard Name Identifier: 0000 0000 5961 5553
- Library of Congress Control Number: no2002018664
- MusicBrainz: e690e807-2d40-4c96-8dc5-f9baaf1cccfc
- SNAC: w6fv244p
- Système universitaire de documentation: 19911577X
- Virtual International Authority File: 56275185
- WorldCat: E39PBJq74jq8V7Vt8CVYtWjHmd